# Orlando Maldonado
Orlando Maldonado (Bayamón, Puerto Rico; 21 de mayo de 1959) es un exboxeador puertorriqueño, medallista de bronce en los Juegos Olímpicos de Montreal 1976.

## Biografía

### Trayectoriaamateur
Orlando Maldonado compitió en la categoría de peso minimosca (menos de 48 kg) en los Juegos Olímpicos de Montreal 1976. Tras vencer sucesivamente a Lucky Mutale (Zambia), Brendan Dunne (Irlanda) y Héctor Patri (Argentina), accedió a las semifinales, donde fue eliminado por puntos por el cubano Jorge Hernández, a la postre medallista de oro. Como semifinalista Maldonado obtuvo la medalla de bronce, convirtiéndose en el segundo deportista de la historia de Puerto Rico en ganar una medalla olímpica, tras la obtenida en 1948 por Juan Evangelista Venegas. 
En 1977, como representante de Miami, ganó el torneo National Golden Gloves (Guantes de Oro) en categoría peso mosca, considerado de facto el campeonato nacional de boxeo amateur de los Estados Unidos.

### Trayectoria profesional
Maldonado se convirtió en profesional en 1977, debutando con una serie de 20 combates sin perder. En este período ganó el título de campeón del peso mosca puertorriqueño, que defendió con éxito una vez.
En su vigésimo primer combate, el 20 de agosto de 1980, ganó el título regional de peso mosca de la Federación Centroamericana de Boxeo (FECARBOX) del Consejo Mundial de Boxeo (CMB), al derrotar a Enrique Guadamuz en la primera ronda por nocaut.
En 1983 peló con Rafael Orono por el título mundial de peso supermosca del CMB, perdiendo por nocaut técnico. Se retiró en 1984 tras 37 combates, con un récord de 27 victorias (14 por nocaut), cinco derrotas y dos empates.